# Adolph Brodsky
Pour l’article homonyme, voir Brodsky.
Répertoire
Concerto pour violon en ré majeur de Tchaïkovski
Adolph Davidovitch Brodsky (en russe Адольф Давидович Бродский), né le 2 avril 1851 (a.s. 21 mars) à Taganrog et décédé le 12 avril 1922 à Manchester, est un violoniste et pédagogue russe. Il a connu une longue et illustre carrière comme interprète et enseignant, dès le début à Vienne, en passant par Moscou, Leipzig, et New York et enfin Manchester. Au cours de son parcours, il a rencontré et travaillé avec des compositeurs comme Tchaïkovski et Elgar.

## Biographie
Adolph Brodsky est né dans une famille juive à Taganrog sur la mer d'Azov. Son grand-père et son père étaient également violonistes. Il a commencé à prendre des leçons de musique à l'âge de cinq ans. Un an après, il jouait sur son premier violon, qu'il avait acheté à la foire. Pendant quatre ans, il a appris la musique dans sa ville natale. Âgé de neuf ans, il donne son premier concert à Odessa, où une personne riche l'a entendu et a été tellement impressionnée qu'elle a fourni à Brodsky les fonds pour aller étudier à Vienne. En 1860, il a immédiatement commencé ses études au Conservatoire de Vienne avec Josef Hellmesberger I. À Vienne, Brodsky rencontre un camarade, Hans Richter, avec qui il se lie d'amitié. Hellmesberger a donné Brodsky la possibilité de jouer à de nombreux concerts et l'a invité à se joindre au Quatuor Hellmesberger  pour tenir la partie de second violon.
De 1866 à 1868, Brodsky a été membre de l'orchestre de la cour. Après dix ans à Vienne, il part en tournée pendant quatre ans en donnant des concerts. (Une source indique une tournée en Europe, une autre dit en Russie). Après la tournée, il s'installe à Moscou en 1873. Contrairement à ce que certaines sources disent, il n'a pas étudié avec Ferdinand Laub. En 1875, Brodsky est devenu le deuxième professeur de violon au Conservatoire de Moscou, où il est resté pendant quatre ans.
En 1880, il épouse Anna Lvovna Skadovskaya à Sébastopol. Le 4 décembre 1881, Brodsky crée le Concerto pour violon en ré majeur de Tchaïkovski à Vienne, sous la direction de Richter. Brodsky était le dédicataire du concerto, après que Tchaïkovski eut décidé de retirer la dédicace à Leopold Auer. Tchaïkovski avait été blessé par les exigences de Auer qui refusait de jouer l'œuvre sauf si le compositeur acceptait certains changements qu'il lui suggérait. Brodsky a également créé la Sérénade mélancolique de Tchaïkovski à Moscou en 1876. Elle aussi avait été initialement dédiée à Leopold Auer. Cette dédicace également a été retirée par le compositeur (mais pas réaffectée à Brodsky dans ce cas). Ce retrait fait partie de la réaction de Tchaïkovski après les critiques de Auer concernant le Concerto pour violon.
Plus tard, en 1883, après le départ de Henry Schradieck pour le Collège de Musique de Cincinnati, Brodsky est appelé à remplir son poste au Conservatoire de Leipzig. Il est resté à Leipzig jusqu'en 1891. Il y a formé son propre quatuor à cordes, le Quatuor Brodsky, d'abord avec Ottokar Nováček (2e violon), Hans Sitt (alto) et Leopold Grützmacher (en) (violoncelle). Au moment du départ de Brodsky plus tard pour les États-Unis, Arno Hilf l'a remplacé à la fois comme professeur au Conservatoire de Leipzig et dans le quatuor à cordes.
Le 10 décembre 1887, Adolph Brodsky crée à Leipzig la sonate pour violon et piano no 3 en ut mineur op. 45 d'Edvard Grieg avec le compositeur au piano.
En octobre 1891, Walter Damrosch invite Brodsky pour être premier violon de l'Orchestre philharmonique de New York. Brodsky s'installe donc à New York avec sa femme. En 1894, après trois ans passés aux États-Unis, il revient en Europe, faisant un court séjour à Berlin. Pendant qu'il est là, Sir Charles Hallé l'invite à Manchester pour enseigner au Royal Manchester College of Music, et diriger le Hallé Orchestra. Il enseigne au Collège de 1895 jusqu'à sa mort. Il en est devenu le directeur en 1896. C'est en Angleterre qu'il a changé l'orthographe de son prénom Adolf pour Adolph. Parmi ses élèves à Manchester, on trouve Arthur Catterall (en), qui est devenu plus tard également professeur dans ce Collège. À Manchester il a créé son deuxième Quatuor Brodsky avec Rawdon Briggs, Simon Speelman, et Carl Fuchs.
Brodsky a travaillé à plusieurs reprises avec Edward Elgar. Il admirait Elgar et a eu l'occasion de le rencontrer en février 1900. Richter les a présentés l'un à l'autre après avoir dirigé à Manchester les Variations Enigma. Carl Fuchs a demandé à Elgar de composer un quatuor à cordes pour le Quatuor Brodsky. Plusieurs années plus tard, en 1918, Elgar a terminé son Quatuor à cordes en mi mineur, Op. 83 et l'a dédié au Quatuor Brodsky.
En janvier 1927, dans le cadre d'une série de manifestations pour célébrer ses 70 ans, Elgar a dirigé l'Orchestre Hallé pour une interprétation de son Concerto pour violon. Brodsky, âgé de 75 ans et à la retraite, en était le soliste.
Brodsky est décédé le 22 janvier 1929 en Angleterre.